# Kinderbauernhof Neuss

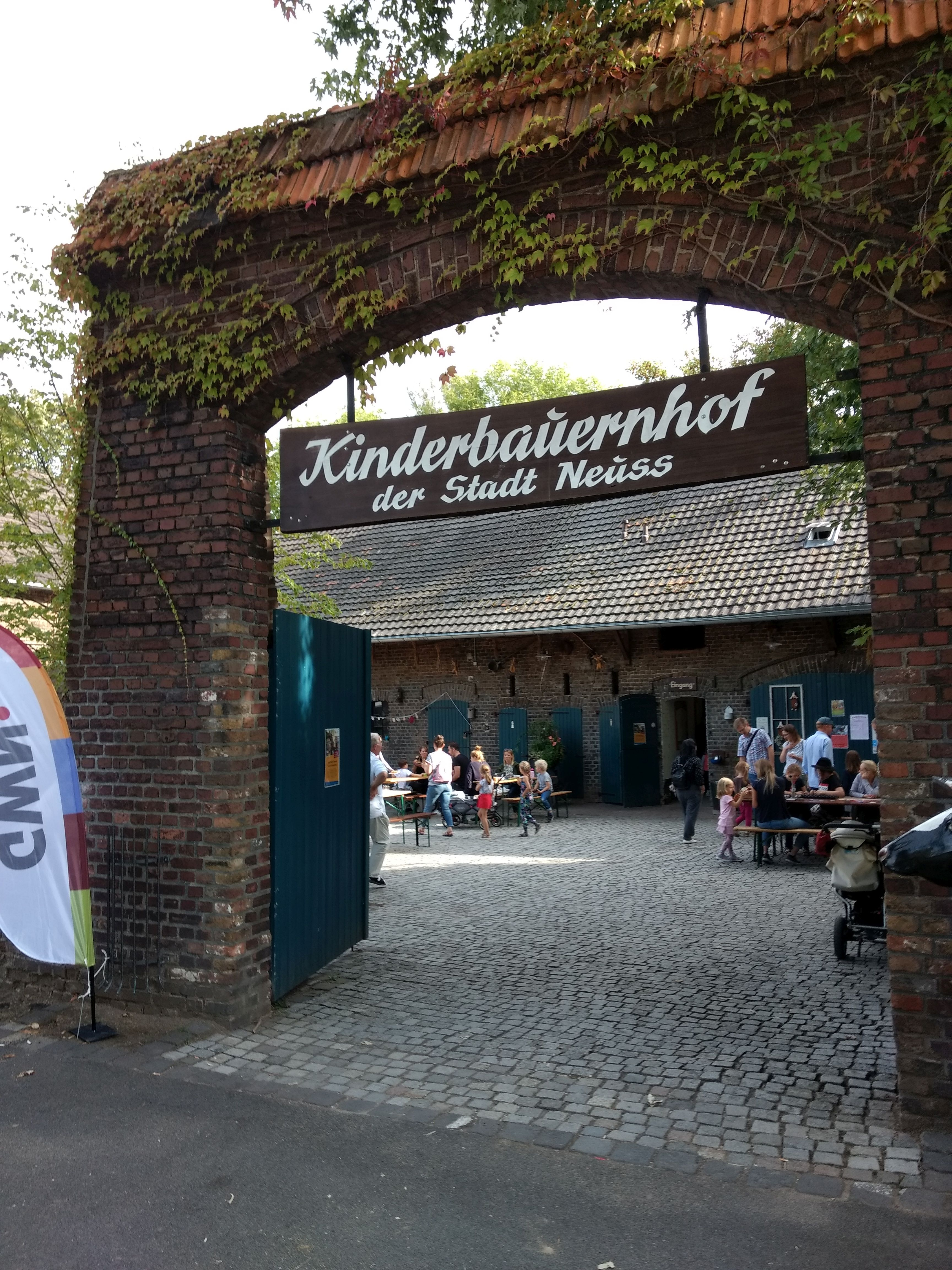
Kinderbauernhof an einem Sonntag 2018

Der Kinderbauernhof der Stadt Neuss ist ein 1978 geschaffenes Projekt im Selikumer Park im Erholungsgebiet Reuschenberger Busch in Neuss-Selikum. Träger ist die Stadt Neuss. Zusätzlich gibt es seit 2003 den Förderverein Freunde und Förderer des Kinderbauernhofes Neuss-Selikum, eingetragen in das Vereinsregister des Amtsgerichts Neuss (VR 2151).

## Geschichte
Die Stadt Neuss hatte 1968 erste Pläne für einen Erlebnisbauernhof. Als Objekt wählte man den Königshof an der Aurinstraße, der sich seit 1912 in den Händen der Stadt Neuss befand. Zum gleichen Zeitpunkt wurden von der Stadt auch das Schloss Reuschenberg, die dazugehörige Corneliuskapelle, das Gut Selikum gleich gegenüber und das Gut Gnadental erworben.
Die Dauerausstellung „Pferd und Wagen“ zeigt Spielzeug des 19. Jahrhunderts. Der Bauernhof ist ganzjährig geöffnet; der Eintritt kostenfrei. Hunde sind an der Leine zu führen. Jährlich verzeichnet man über 100.000 Besucher.
Der Kinderbauernhof ist ein Teilprojekt der Euroga 2002, einer dezentralen Landesgartenschau.

## Tiere im Kinderbauernhof
Zur Hofanlage zählen Bauernhaus, Scheune, Stall, Heuboden und Gesindestuben. In der Scheune befinden sich Bauern-, Wasch- und Futterküche. Das Naturschutzzentrum informiert über Lebensräume von Pflanzen und Tieren.  Zu den vorgestellten Tieren gehören Hühner (Deutsches Langschan), Enten (Haubenente), Gänse (Lockengans), Ziegen (Thüringer Waldziege, Weiße Deutsche Edelziege, Toggenburger Ziege), Schafe (Coburger Fuchsschaf, Weiße gehörnte Heidschnucke, Ostpreußische Skudde), Pferde (Haflinger), Schweine (Wollschwein) und Bienen. Zum Gelände zählen ein Rundwanderweg, ein Landschaftslehrpfad und eine Streuobstwiese. Viel Wert wird auf pädagogische Programme gelegt. Pro Tag finden durchschnittlich zwei Kurse statt. An einem Seitenarm der Erft wurde 2015 ein Wasserlabor eingerichtet.

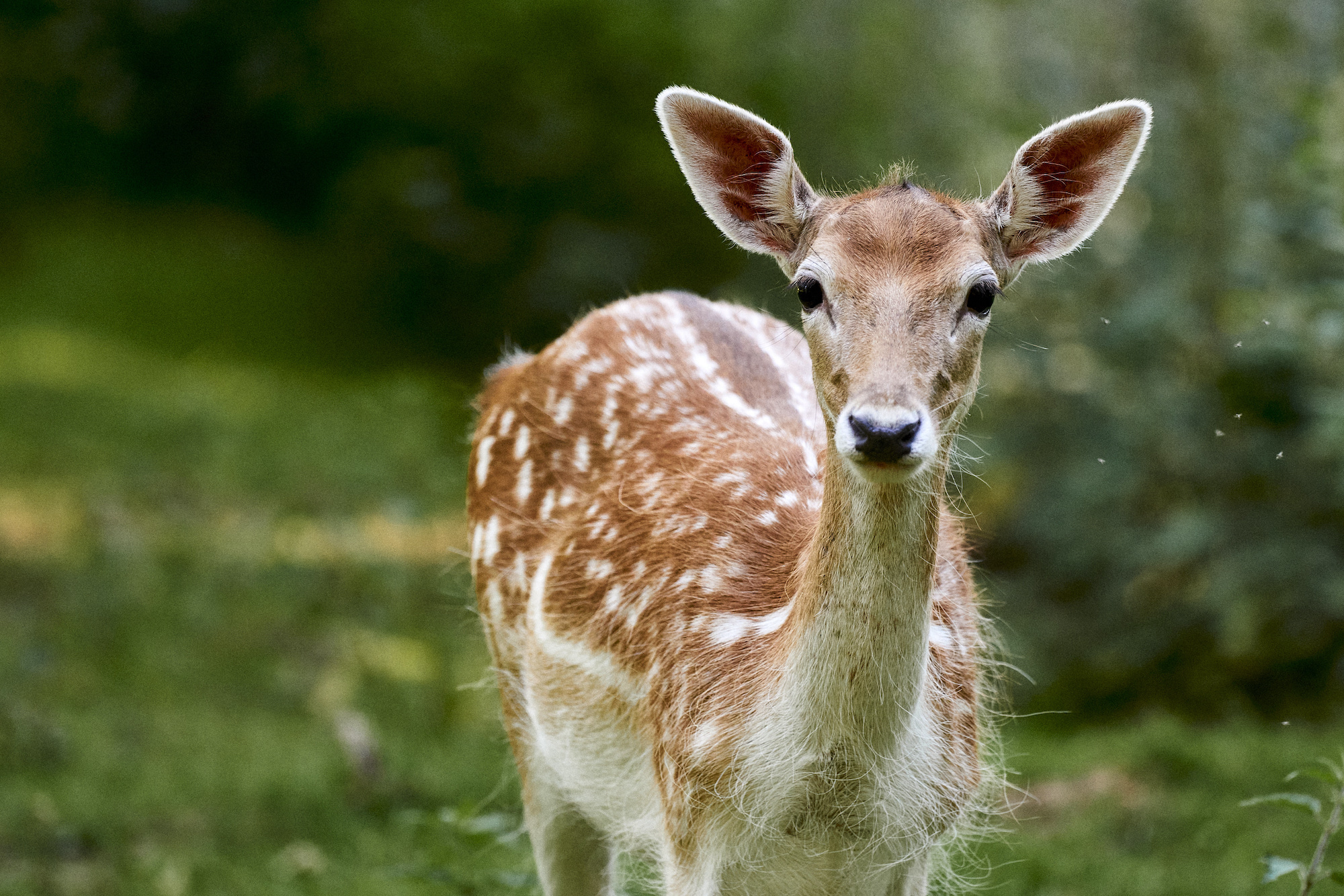
Reh
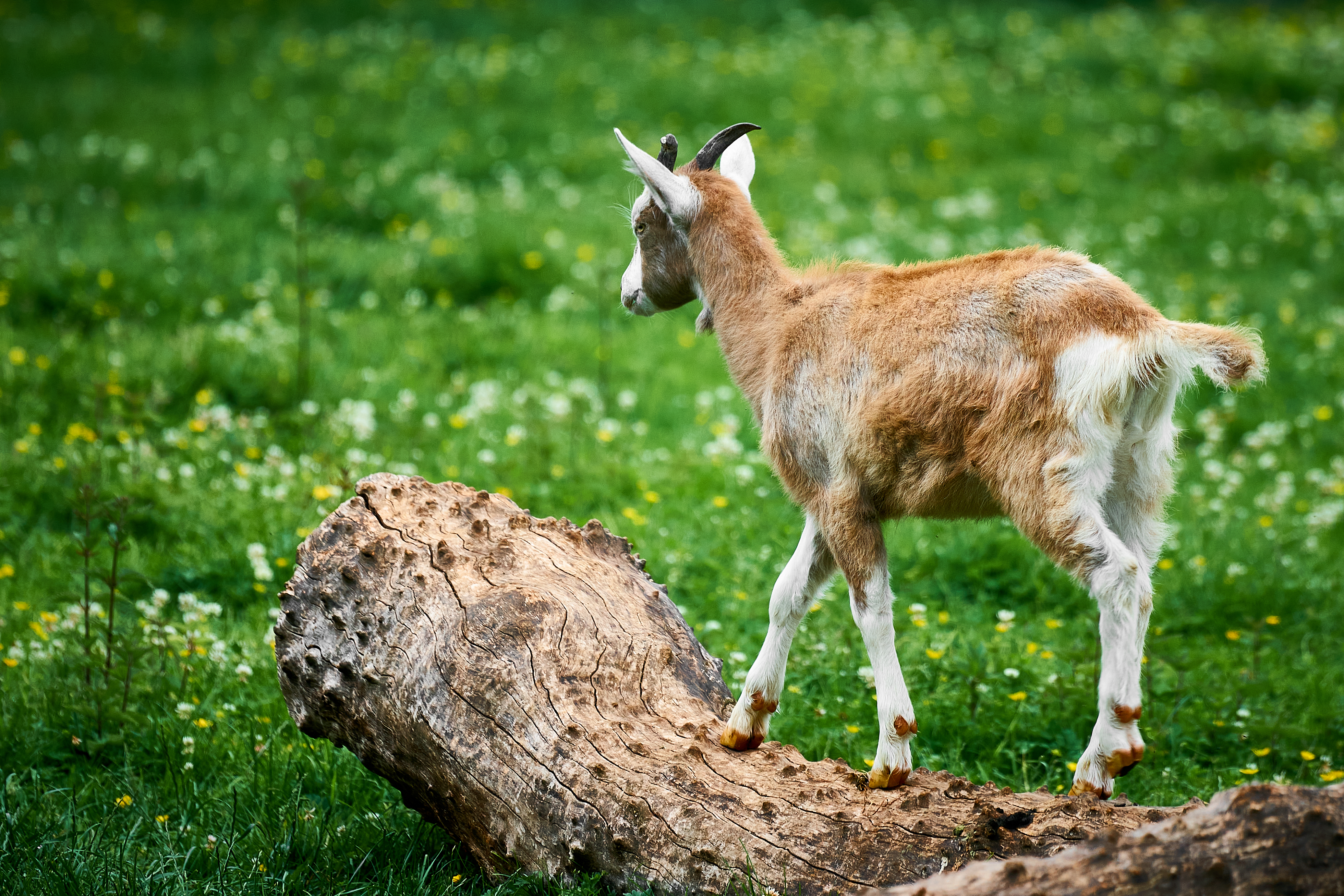
Thüringer Waldziege
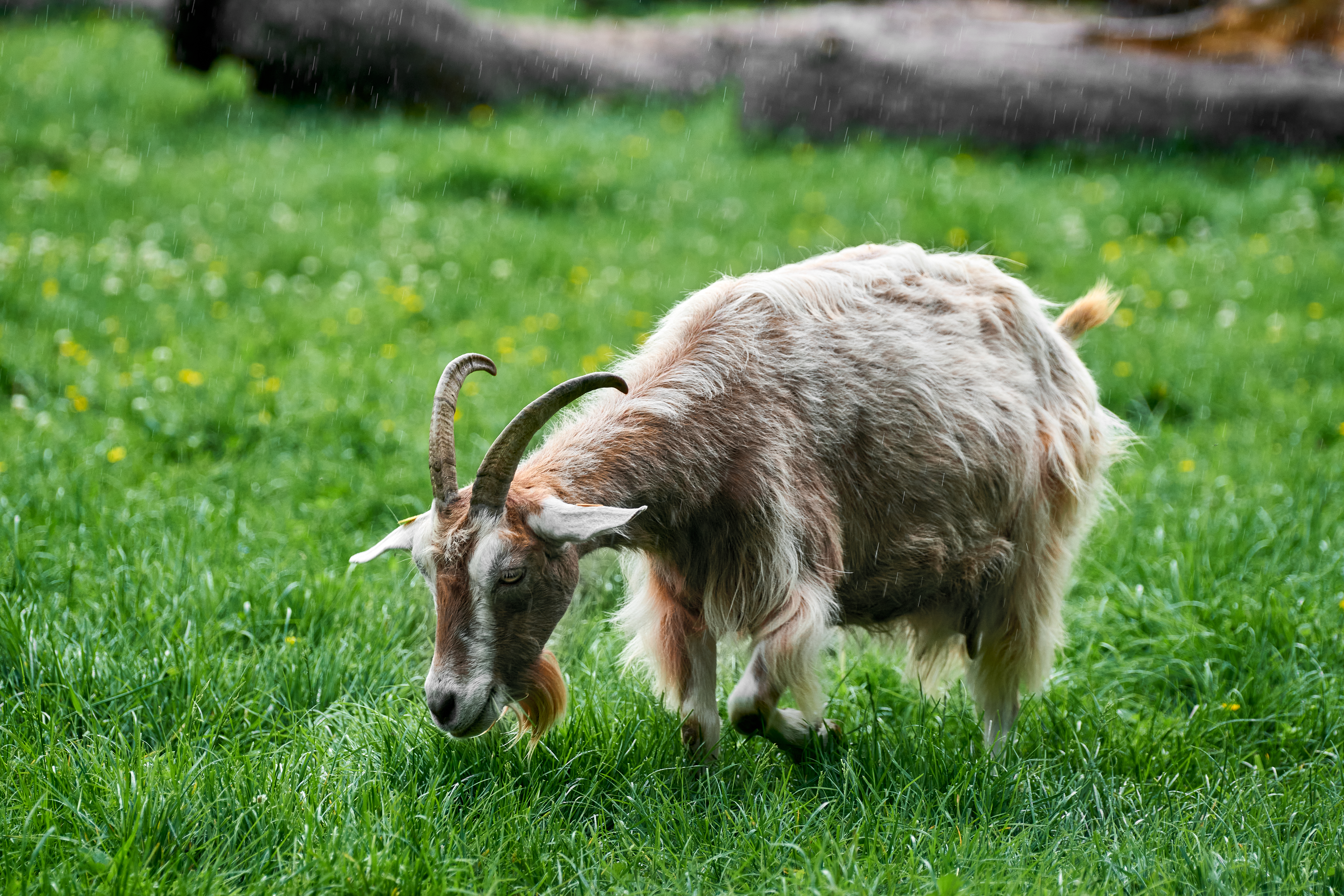
Toggenburger Ziege
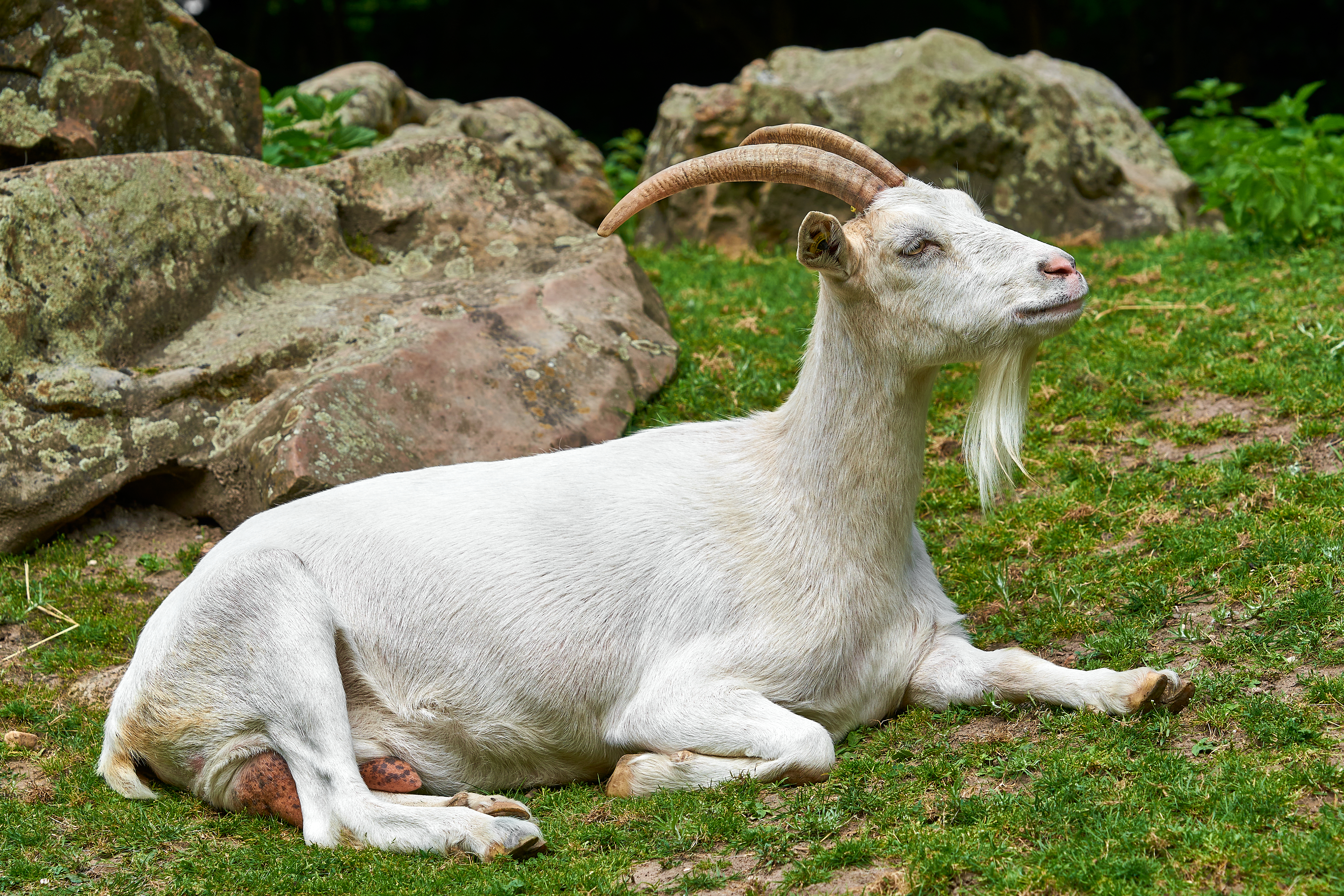
Weiße Deutsche Edelziege
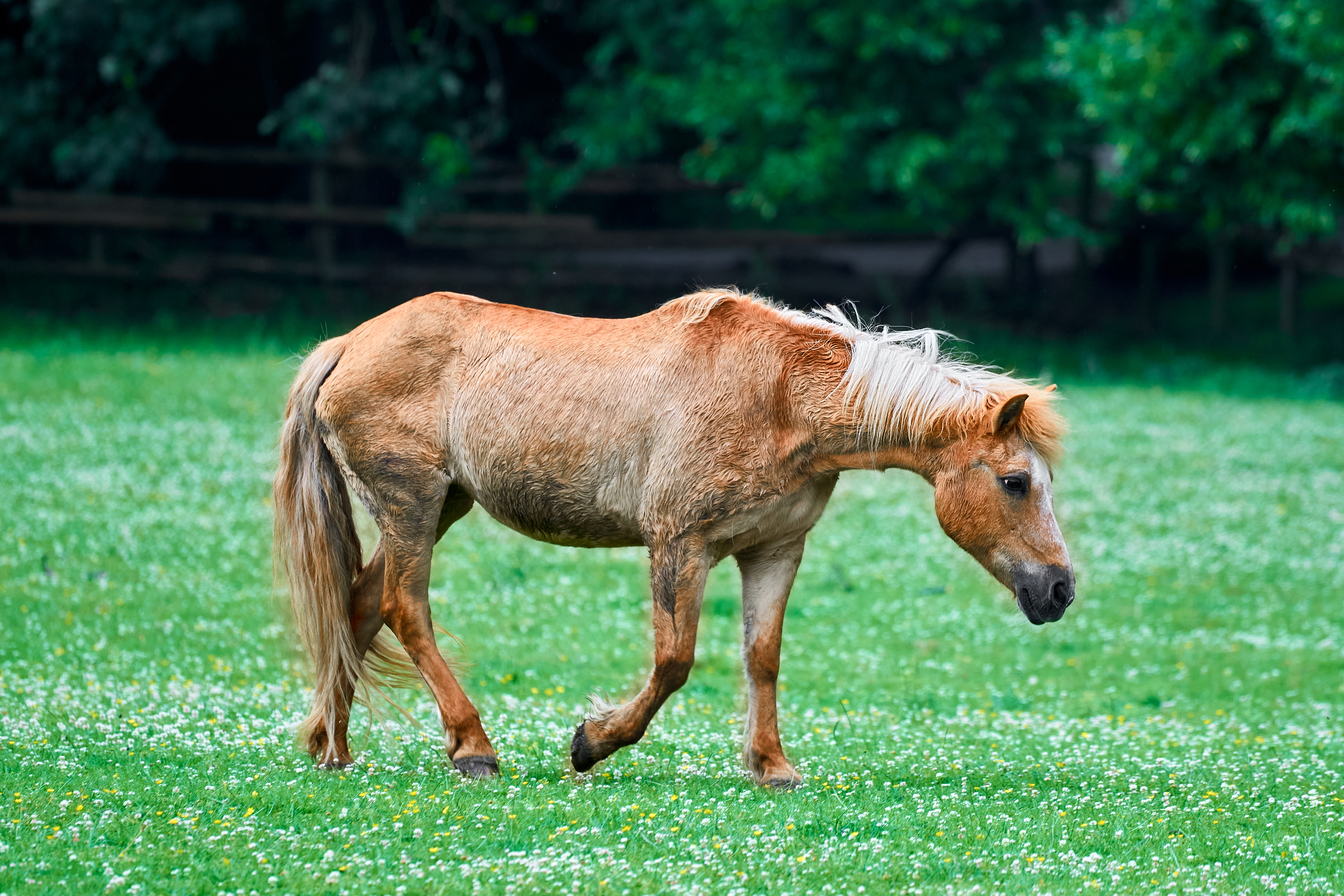
Haflinger
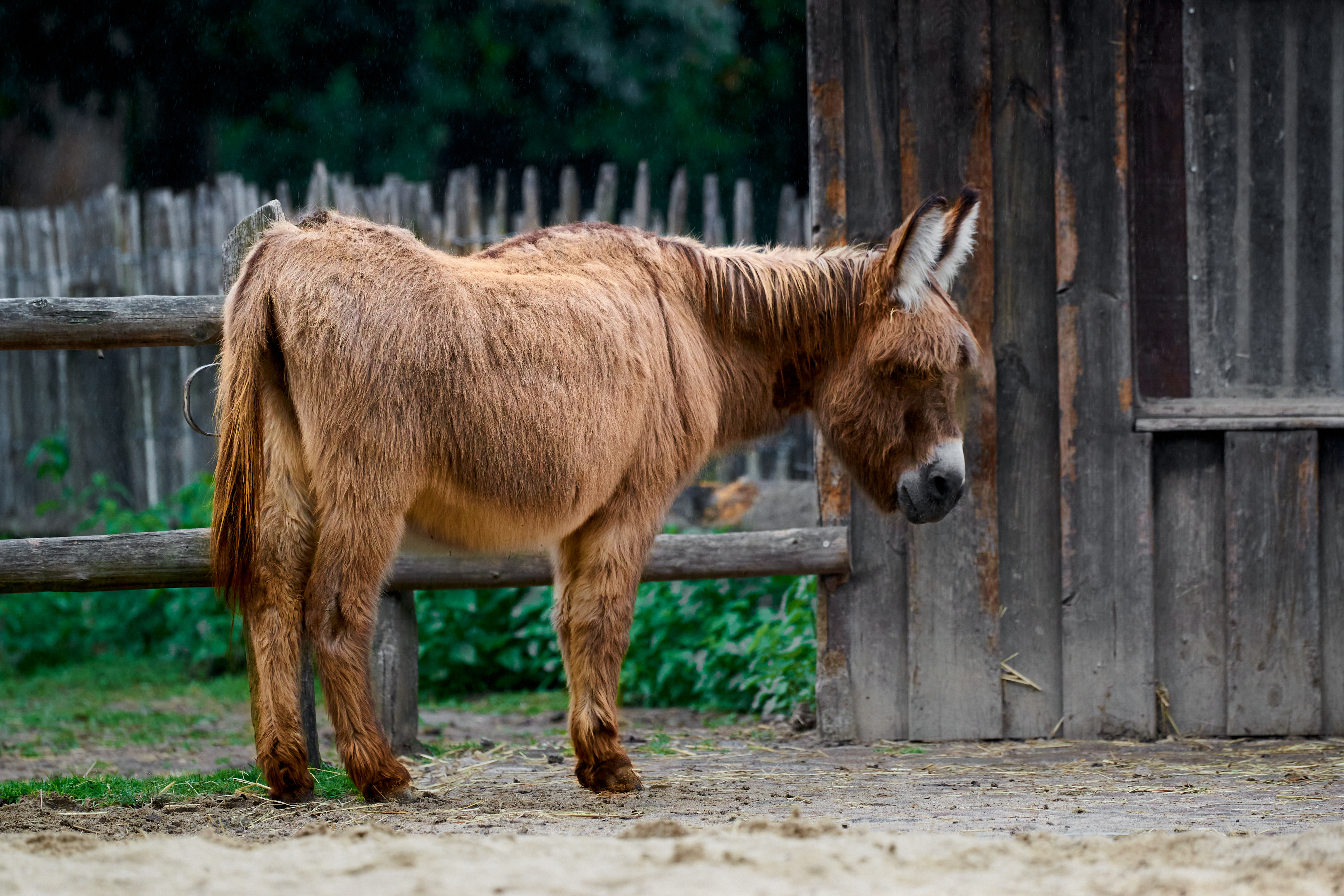
Esel
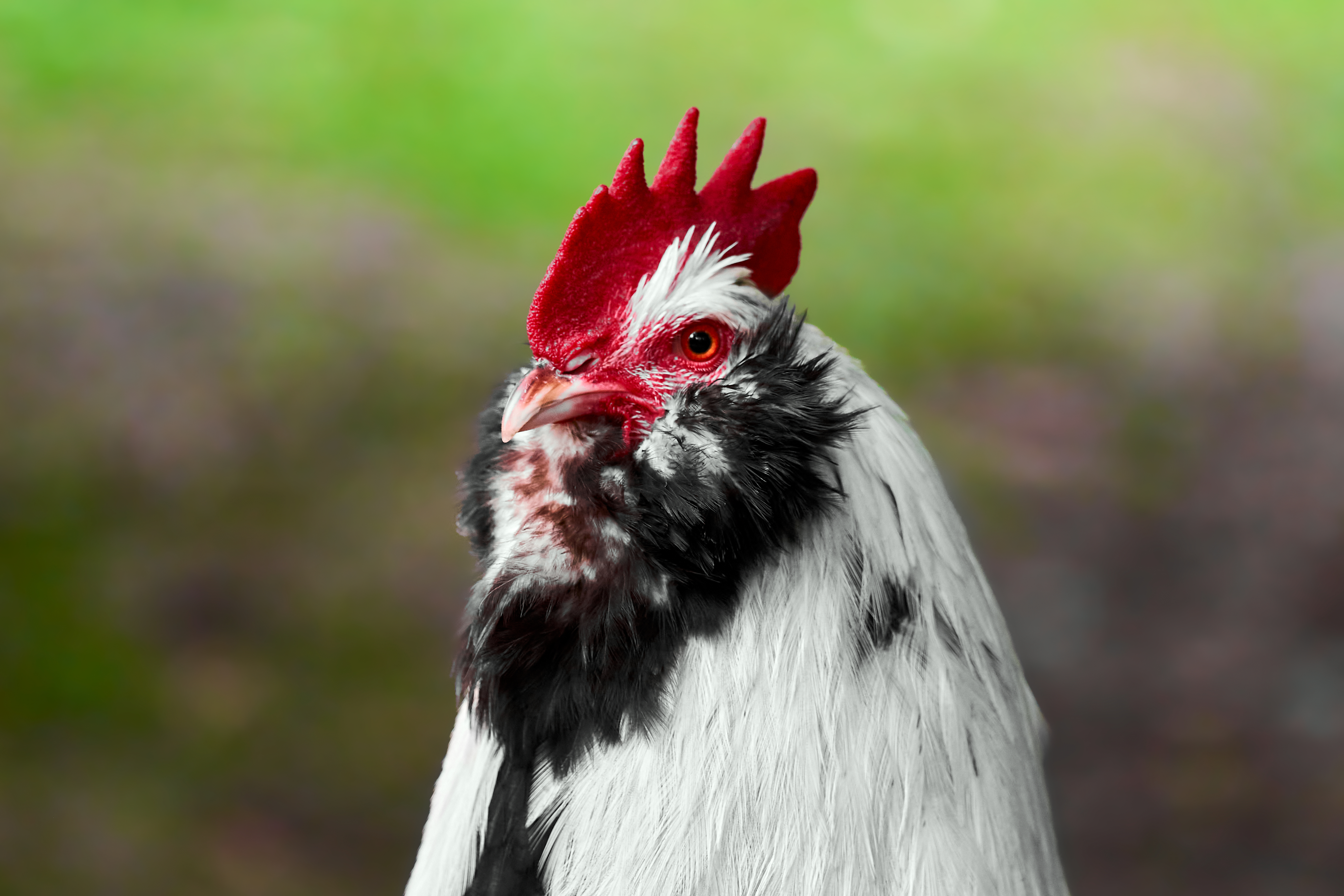
Deutsches Langschan
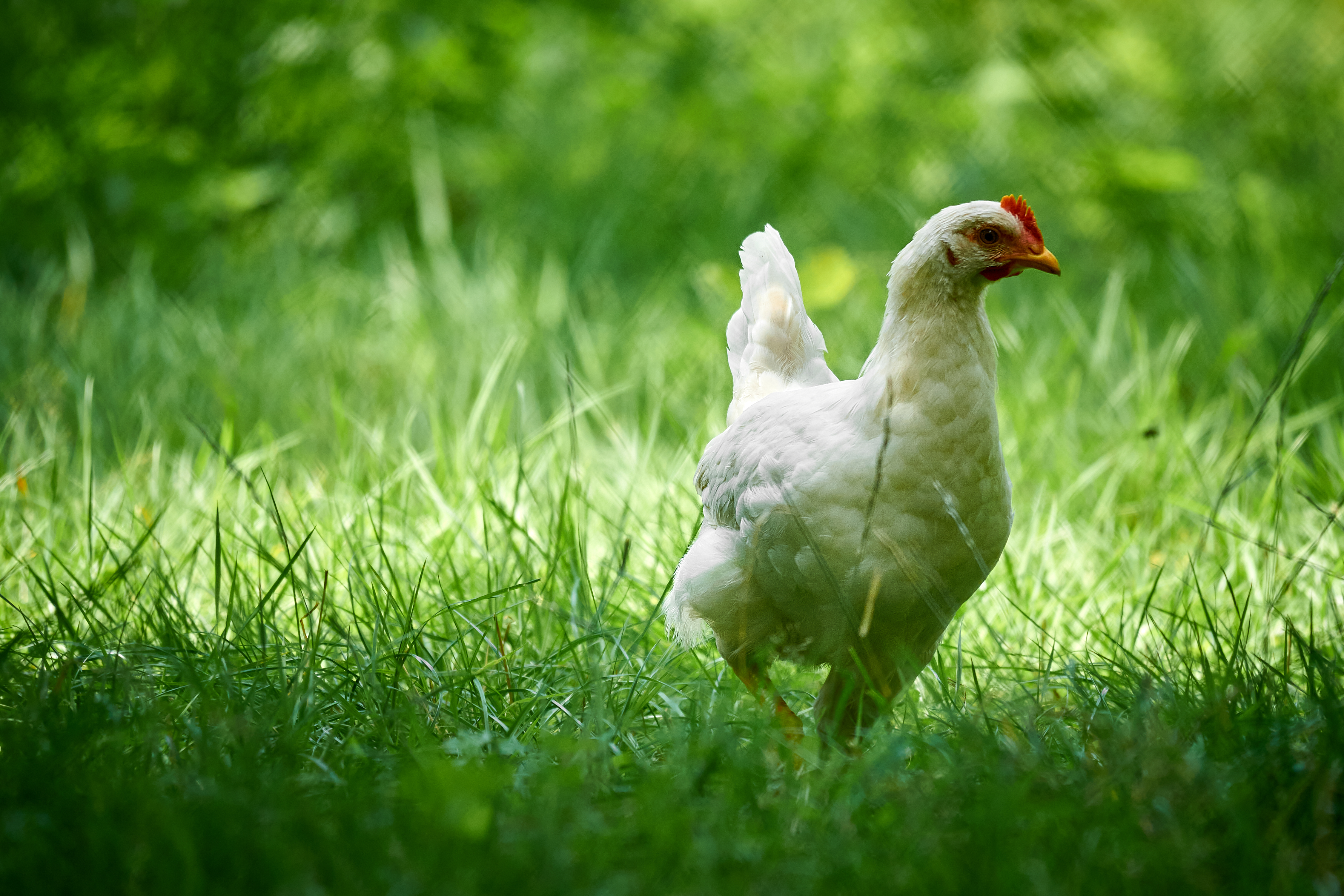
Sachsenhuhn
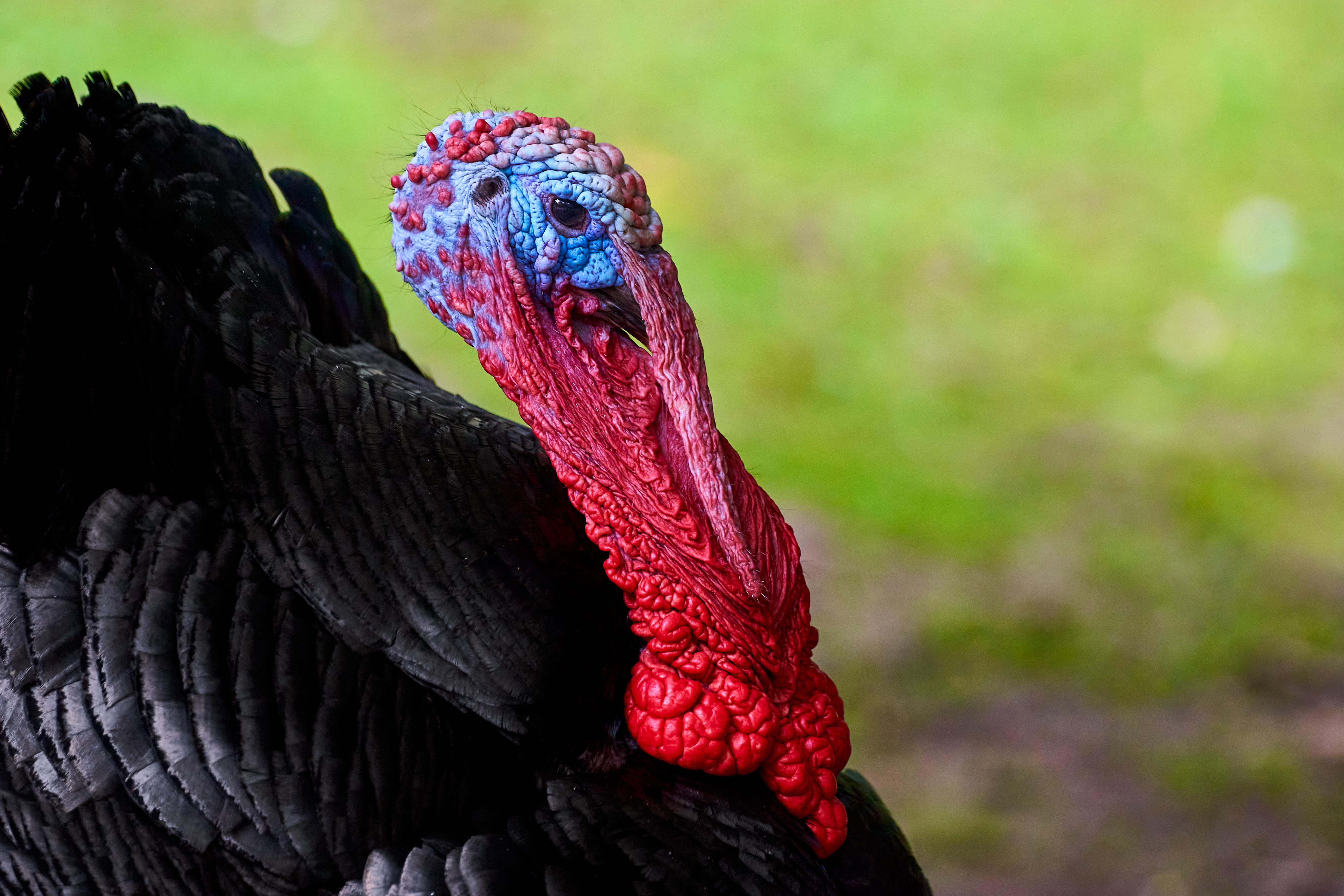
Truthahn
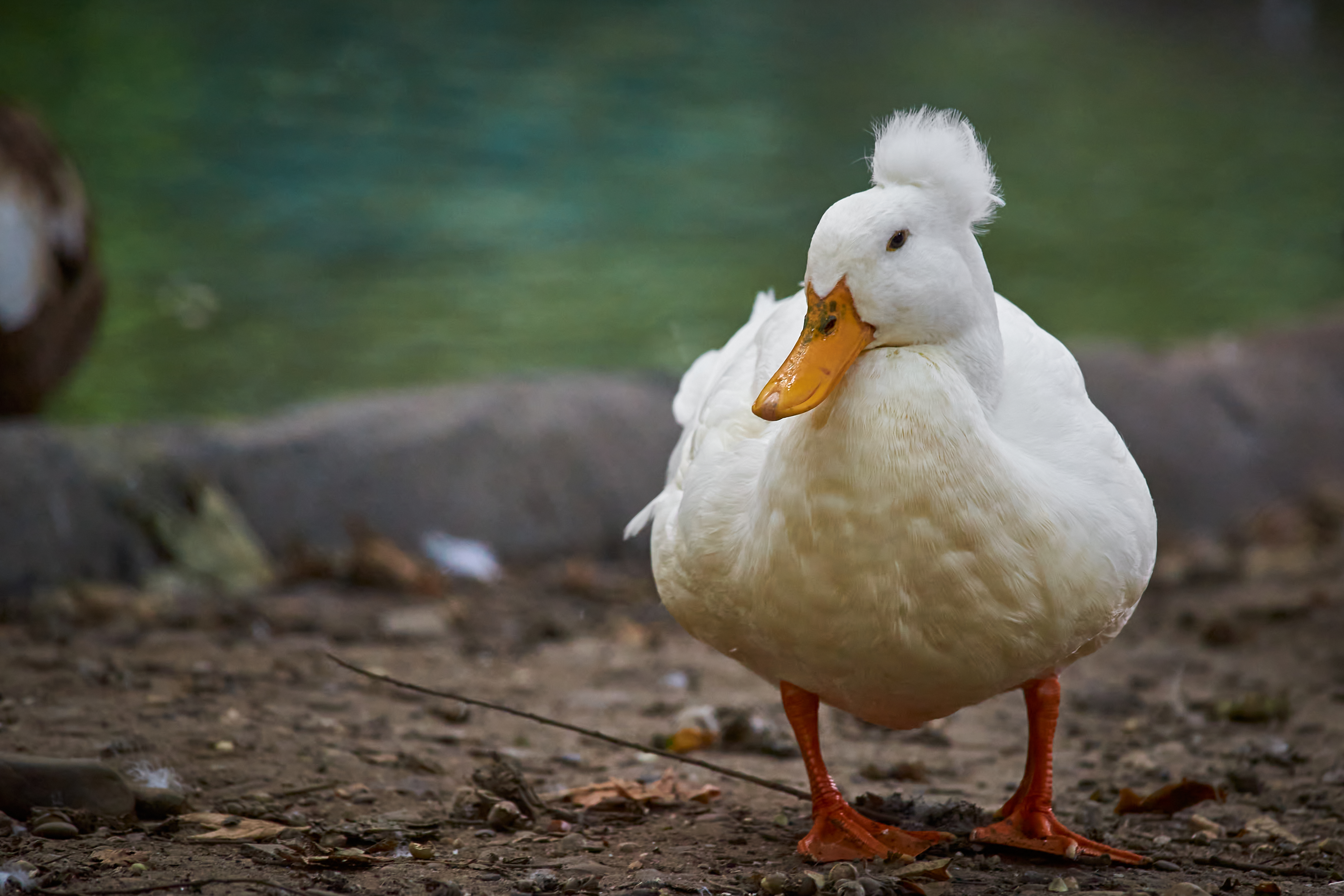
Haubenente